# Telesto corallina
Telesto corallina is een zachte koraalsoort uit de familie Clavulariidae. De koraalsoort komt uit het geslacht Telesto. Telesto corallina werd in 1870 voor het eerst wetenschappelijk beschreven door Duchassaing. 